# Зверев, Василий Владимирович
Василий Владимирович Зверев (1915—1945) — лейтенант Рабоче-крестьянской Красной Армии, участник Великой Отечественной войны, Герой Советского Союза (1945).

## Биография
Василий Зверев родился 28 августа 1915 года в селе Большое Кузьмино, которое ныне не существует, поскольку полностью включено в территорию города Пушкин. Окончил пять классов школы и школу фабрично-заводского ученичества.
В 1936—1938 годах проходил службу в Рабоче-крестьянской Красной Армии. Работал на предприятиях Ленинграда и Сталинска.
В июне 1941 года Зверев повторно был призван в Красную Армию. Окончил курсы младших лейтенантов.
В 1942—1944 годах воевал в 1-й танковой бригаде на Ленинградском фронте, командовал танковым взводом.
К январю 1945 года лейтенант Василий Зверев командовал ротой 220-й отдельной танковой бригады 5-й ударной армии 1-го Белорусского фронта. Отличился во время боёв на Магнушевском плацдарме.
14 января 1945 года Зверев принимал активное участие в разминировании вражеских минных полей и со своей ротой первым прорвался к немецким позициям. Во время форсирования реки Пилица к югу от города Варка он руководил переправой своей роты. Экипаж Зверева в тех боях уничтожил танк, 2 орудия и около роты немецкой пехоты.
Указом Президиума Верховного Совета СССР от 27 февраля 1945 года лейтенант Василий Зверев был удостоен звания Героя Советского Союза.
23 марта 1945 года Зверев погиб в бою под Кюстрином. В своем последнем бою он участвовал в отражении 5 немецких контратак и уничтожил 2 штурмовых орудия. Похоронен в Дембно.
Был награждён орденами Ленина и Отечественной войны 1-й степени, рядом медалей.